# Joseph Clemens von Kaunitz-Rietberg
Joseph Clemens von Kaunitz-Reitberg, född 1743, död 1785, var en österrikisk greve och diplomat. Han var Österrikes minister i Sankt Petersburg, Stockholm (1775-1777) och Madrid.  